# Georg Forster
Johann Georg Adam Forster (27. listopadu 1754, Nassenhuben, dnes Mokry Dwór u Gdaňsku – 10. ledna 1794, Paříž) byl polsko-německý přírodovědec, etnolog, cestopisec, novinář a revolucionář. V mládí doprovázel svého otce na několika vědeckých expedicích, včetně druhé plavby Jamese Cooka do Tichého oceánu. Jeho zpráva z této cesty pod názvem A Voyage Round the World  (Plavba kolem světa), přispěla podstatně k etnologickým poznatkům o lidech v Polynésii a přinesla mu všeobecný respekt mezi vědci i běžnými čtenáři. Důsledkem Forsterovy zprávy bylo, že byl jako dvaadvacetiletý přijat do Royal Society a začal být považován za zakladatele moderní vědecké cestopisné literatury.

## Kolem světa s kapitánem Cookem
Roku 1772 se Forsterův otec Johann stal členem Royal Society. Tato událost spolu se skutečností, že účast na výpravě odmítl přírodovědec Joseph Banks vyústila ve výzvu Britské admirality, aby se připojil ke Cookově druhé expedici do Pacifiku (1772–1775).
Georg Forster se připojil k výpravě a byl jmenován jako kreslič svého otce.
Úlohou Johanna Forstera byla práce na vědeckých zprávách z cesty, které byly po návratu zveřejněny.

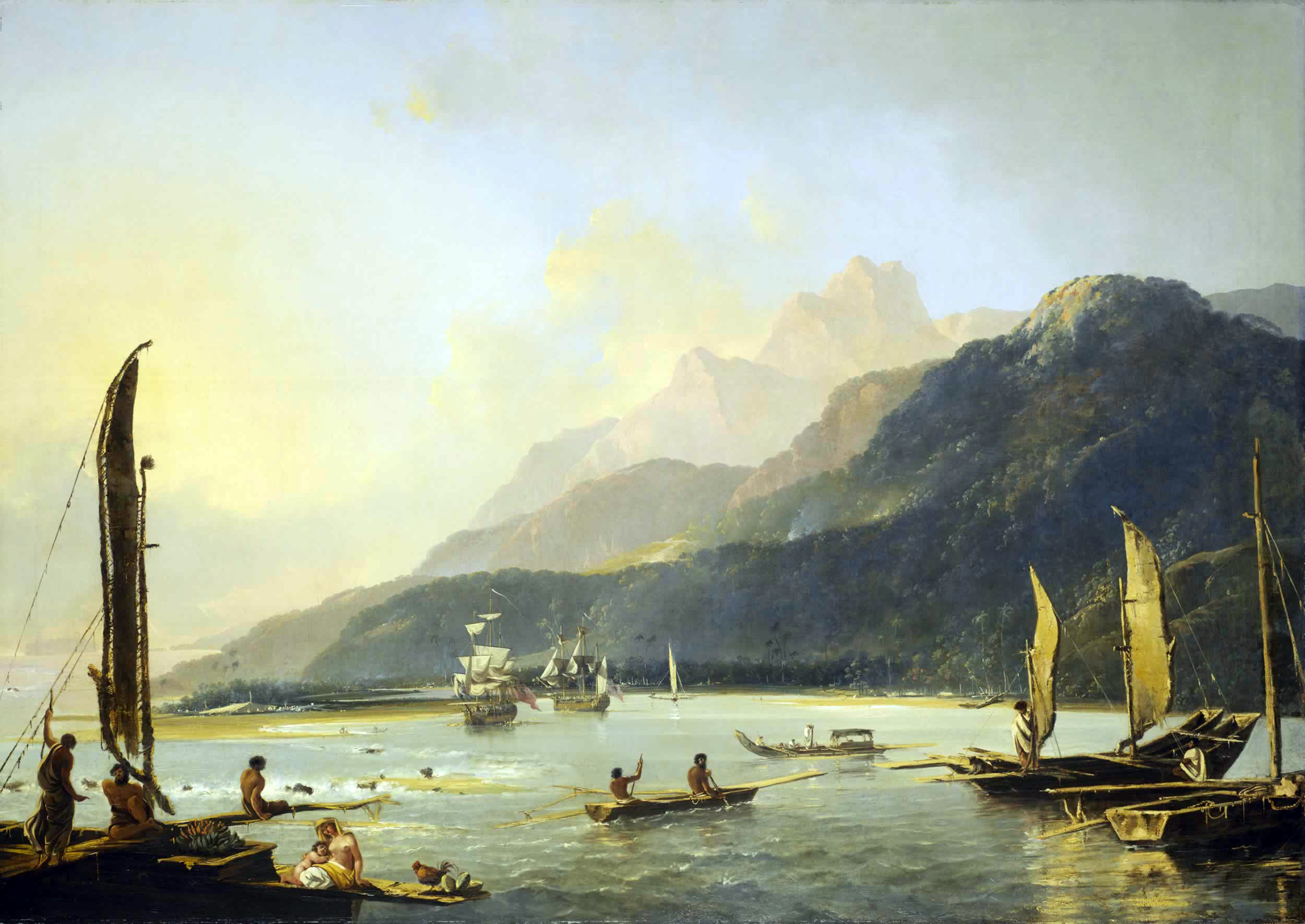
Resolution a Adventure v Matavai Bay od Williama Hodgese

Georg Forster se s otcem nalodili na HMS Resolution 13. července 1772 v Plymouthu. Plavba nejprve směřovala do jižního Atlantiku, pak propluli Indickým oceánem a Jižním oceánem směrem k Polynésii. V závěru cesty obepluli Mys Horn a vrátili se do Anglie, kam expedice dorazila 30. července 1775.
Během tříleté cesty navštívili průzkumníci Nový Zéland, ostrovy Tonga,
Novou Kaledonii, Tahiti, Markézy a Velikonoční ostrov. Dostali se směrem na jih dále, než kdokoliv jiný před nimi a téměř se jim podařilo objevit Antarktidu. Cesta přesvědčivě vyvrátila teorii o Terra Australis Incognita, která předpokládala existenci velikého obyvatelného kontinentu na jižní polokouli.
Pod dohledem svého otce vypracoval Georg Forster první zoologické a botanické studie oblasti jižních moří, povětšinou doplněné kresbami živočichů a rostlin.
Mimo to Georg Forster projevil velký zájem o nezávislý průzkum srovnávací geografie a etnologie. Rychle se naučil jazyk Polynésanů. Jeho zprávy o polynéském obyvatelstvu mají platnost do dnešních dnů.

## Dílo
- A Voyage round the World in His Britannic Majesty's Sloop Resolution, Commanded by Capt. James Cook, during the Years, 1772, 3, 4, and 5 (1777)
- Journal of travels in Poland (August-November, 1784), Varšavský hlas, 1990 31 8–9
- Dissertatio botanico-medica de plantis esculentis insularum oceani Australis (1785)
- Essays on the moral and natural geography, natural history and philosophy (1789–1797)
- Views of the Lower Rhine, Brabant, Flanders (tři díly, 1791–1794)
- "Neuholland und die brittische Colonie in Botany-Bay", Allgemeines historisches Taschenbuch: oder Abriss der merkwürdigsten neuen Welt-Begebenheiten für 1787, enthaltend Zusätze zu der für das Jahr 1786 herausgegebenen Geschichte der wichtigsten Staats- und Handelsveränderungen von Ostindien, von M.C. Sprengel, Professor der Geschichte auf der Universität zu Halle, Berlin, bei Haude und Spener, prosinec 1786, Zusatz 7, S.xxxiii-liv; doplněk k: Historisch-genealogischer Calender oder Jahrbuch der merkwürdigsten neuen Weltbegebenheiten für 1787. Re-published in Georg Forster’s Kleine Schriften: Ein Beytrag zur Völker- und Länderkunde, Naturgeschichte und Philosophie des Lebens, gesammlet von Georg Forster, Erster Theil, Leipzig, Kummer, 1789, S.233-74.
- Letters (posmrtná kompilace Forsterovy korespondence, 1828)
- Werke in vier Bänden, Gerhard Steiner (editor). Leipzig 1971
- Ansichten vom Niederrhein, Gerhard Steiner (editor). Frankfurt am Main: Insel, 1989. ISBN 3-458-32836-X
- Reise um die Welt, Gerhard Steiner (editor). Frankfurt am Main: Insel, 1983. ISBN 3-458-32457-7
- Über die Beziehung der Staatskunst auf das Glück der Menschheit und andere Schriften, Wolfgang Rödel (editor). Frankfurt am Main: Insel, 1966. – Malá sbírka politických esejí poznámek a proslovů.
- Georg Forsters Werke, Sämtliche Schriften, Tagebücher, Briefe, Deutschen Akademie der Wissenschaften zu Berlin, G. Steiner et al. Berlin: Akademie 1958
- Georg Forster, Revolutions-Briefe, Kurt Kersten, Athenaeum Verlag, 1981